# أليكسيا بوتياس
أليكسيا بوتياس سيغورا (بالإسبانية: Alexia Putellas Segura؛ مواليد 4 فبراير 1994) لاعبة كرة قدم إسبانية تلعب في خط الوسط لنادي برشلونة في الدوري الإسباني وهي قائدة منتخب إسبانيا.
قضت بوتياس معظم مسيرتها الناشئة في صفوف نادي إسبانيول، وانضمت إلى برشلونة عام 2012. وفازت مع البلاوغرانا بالدوري خمس مرات وبكأس الملكة ست مرات وبدوري أبطال أوروبا مرة واحدة. في موسم 2020–21، لعبت بوتياس دورًا كبيرًا في تتويج برشلونة بدوري أبطال أوروبا وتحقيقه للثلاثية القارية لأول مرة في تاريخه. ونالت لأدائها جائزة أفضل لاعبة في أوروبا و‌جائزة الكرة الذهبية وجائزة الفيفا لأفضل لاعبة لعام 2021، لتصبح بذلك أول لاعبة تفوز بالجوائز الثلاث في عام واحد.
لعبت بوتياس للمنتخب الإسباني لأول مرة عام 2012، وشاركت مع المنتخب في 3 بطولات دولية هي كأس العالم 2015 و‌بطولة أمم أوروبا 2017 و‌كأس العالم 2019.
اعتبارًا من 2022، بوتياس هي ثاني أكثر من لعبت لبرشلونة وثاني أكثر من سجلت للنادي بعد جينيفر هيرموسو. وهي أكثر من لعبت بقميص المنتخب الإسباني بمجموع 93 مشاركة.

## روابط خارجية
- أليكسيا بوتياس على موقع الاتحاد الدولي (مؤرشف)  (الإنجليزية)
- أليكسيا بوتياس على موقع الاتحاد الأوربي (الإنجليزية)
- أليكسيا بوتياس على موقع إي إس بي إن إف سي (الإنجليزية)
- أليكسيا بوتياس على موقع قاعدة بيانات كرة القدم.إي يو (الإنجليزية)
- أليكسيا بوتياس على موقع ليكيب (الفرنسية)
- أليكسيا بوتياس على موقع Soccerway.com (الإنجليزية)
- أليكسيا بوتياس على موقع عالم كرة القدم.نت (الإنجليزية)
- أليكسيا بوتياس على موقع اللجنة الأولمبية الدولية (الإنجليزية)